# 三浦义就
三浦义就（？—永禄3年1560年6月12日）日本战国时代武将，今川氏家臣。祖先是源平合战时期在战争活跃的三浦氏，也是当时源赖朝所重用的家臣。后来三浦氏搬迁到骏河国。到了三浦义就的时候，三浦氏开始协助今川氏，三浦义就也成为今川义元的家臣。天文二十年1551年三浦义就被派到尾张国笠寺砦担任守将。永禄三年1560年5月19日，三浦义就在桶狭间之战中战死。